# Middle of Nowhere, Center of Everywhere
Albums de Acid King
The Early Years (en)
(2006)
Middle of Nowhere, Center of Everywhere est le quatrième album du groupe de stoner metal américain Acid King, sorti le 17 avril 2015.

## Liste des morceaux
| 1.    | Intro                        | 3:53 |
| 2.    | Silent Pictures              | 9:18 |
| 3.    | Coming Down from Outer Space | 5:48 |
| 4.    | Laser Headlights             | 6:53 |
| 5.    | Red River                    | 8:26 |
| 6.    | Infinite Skies               | 7:50 |
| 7.    | Center of Everywhere         | 8:45 |
| 8.    | Outro                        | 2:38 |
| 53:32 |                              |      |